# 小行星12617
小行星12617（12617 Angelusilesius）是一颗绕太阳运转的小行星，为主小行星带小行星。该小行星于1960年10月19日发现。

## 轨道参数
小行星12617的轨道半长轴为395 160 845 km，2.6414495 UA，离心率为0.122。